# Amanita daucipes
Amanita daucipes là một loài nấm thuộc chi Amanita trong họ Amanitaceae. Nấm này có thể được tìm thấy trong những cánh rừng rụng lá ở các bang như Maryland, North Carolina, New Jersey, Ohio, Pennsylvania, Tennessee, Virginia, West Virginia,... của Hoa Kỳ Khả năng dùng làm thực phẩm của A. daucipes vẫn chưa được xác định rõ, vì vậy, loài này không được khuyên dùng.